# Adonisea intrabilis
Adonisea intrabilis là một loài bướm đêm trong họ Noctuidae.